# Sebastian Mankuzhikary
Sebastian Mankuzhikary (Thanneermukkom, 9 de março de 1929 – Thamarassery, 11 de junho de 1994) foi o primeiro bispo da Diocese Siro-Malabar de Thamarassery, em Querala, Índia.

## Biografia
Nascido na vila de Thanneermukkom, Querala, recebeu educação de seminários do país e foi ordenado padre em 1955. Em seguida, estudou filosofia na Pontifícia Universidade Gregoriana, em Roma, onde concluiu sua dissertação doutoral em 1959, Visão Metafísica de Tagore, um estudo sobre o escritor, filósofo e laureado com o Nobel Rabindranath Tagore.
Após seu trabalho pós-doutoral na Universidade Católica de Lovaina, na Bélgica, e de lecionar no Pontifício Seminário de São José, em Querala, foi ordenado em 1969 bispo-auxiliar de Ernakulam-Angamaly e bispo-titular de Arethusa dei Siriin. Em 1986, tornou-se o primeiro bispo de Thamarassery.